# Aftersteg
Aftersteg ist ein staatlich anerkannter Luftkurort und seit dem 1. April 1974 ein Stadtteil der Stadt Todtnau im baden-württembergischen Landkreis Lörrach.

## Geographie
Aftersteg liegt westlich einer Spitzkehre der L 126 zwischen Todtnau und Muggenbrunn und dem Notschrei-Pass. Der Ort liegt in lockerer Bebauung im Tal und auf beiden Seiten des Schönenbachtals, eines rechten Seitenbachs der Wiese.
Zum Stadtteil gehören das Dorf Aftersteg und der Wohnplatz Hasbach am Kresselbach.

## Geschichte
Urkundlich erstmals erwähnt wurde das als Bergbausiedlung entstandene Aftersteg im 14. Jahrhundert (1300) als „villa ze dem Aftirstege“, im Jahr 1352 dann als „in Afterstege“.
Aftersteg gehörte zur sanktblasianischen Talvogtei Todtnau, die wiederum vom vorderösterreichischen Waldvogt verwaltet wurde, da das Kloster zu den Breisgauer Landständen gehörte und die Landeshoheit bei den Habsburgern lag.
Durch den Reichsdeputationshauptschluss kam der vorderösterreichische Breisgau an das kurzlebige Herzogtum Modena-Breisgau, das alsbald wieder an das Haus Habsburg vererbt wurde. Durch den Frieden von Pressburg kam dieses Herzogtum 1806 an das Kurfürstentum Baden, das noch im gleichen Jahr von Napoleon zum Großherzogtum Baden gemacht wurde. Das Großherzogtum schuf in der Verwaltungsreform von 1807 das Bezirksamt Schönau, dem auch Aftersteg zugeordnet wurde.
1809 wurde es im Amtsbezirk Schönau selbstständige Gemeinde. 1924 wurde es Teil des Bezirks Schopfheim, von 1936 bis 1938 war es Lörrach angegliedert. In den Jahren 1939 bis 1945 gehörte es zum Landkreis Neustadt/Schwarzwald, bevor es nach Ende des Zweiten Weltkrieges dann schließlich zum Landkreis Lörrach angegliedert wurde.
Am 1. April 1974 wurde Aftersteg zusammen mit Geschwend, Muggenbrunn, Präg und Todtnauberg nach Todtnau eingemeindet.

## Bevölkerung

### Einwohnerentwicklung
Die Zahl der Einwohner Afterstegs entwickelte sich wie folgt:
| Jahr | Einwohner |
| ---- | --------- |
| 1852 | 237       |
| 1871 | 221       |
| 1880 | 240       |
| 1890 | 284       |
| 1900 | 290       |
| 1910 | 273       |
| 1925 | 290       |
| 1933 | 290       |

| Jahr | Einwohner |
| ---- | --------- |
| 1939 | 292       |
| 1950 | 282       |
| 1956 | 282       |
| 1961 | 267       |
| 1970 | 307       |
| 2022 | 324       |

### Religion
Die Zugehörigkeit zu den Religionsgemeinschaften verteilte sich in der Vergangenheit wie folgt:
| Religionszugehörigkeit in Aftersteg | Religionszugehörigkeit in Aftersteg | Religionszugehörigkeit in Aftersteg | Religionszugehörigkeit in Aftersteg |
| Jahr                                | Religion                            | Religion                            | Religion                            |
| ----------------------------------- | ----------------------------------- | ----------------------------------- | ----------------------------------- |
|                                     | evangelisch                         | katholisch                          | sonstige                            |
| 1858                                | 0,0 %                               | 100,0 %                             | 0 %                                 |
| 1925                                | 0,3 %                               | 99,7 %                              | 0 %                                 |
| 1950                                | 6,7 %                               | 92,2 %                              | 1,1 %                               |
| 1961                                | 1,9 %                               | 97,8 %                              | 0,4 %                               |
| 1970                                | 1,0 %                               | 98,7 %                              | 0,3 %                               |

## Politik

### Ortschaftsrat
Aftersteg hat einen Ortschaftsrat mit sechs Mitgliedern. Ortsvorsteher ist Gerhard Rasch.

### Wappen
Blasonierung: „In Rot zwei schräggekreuzte silberne Eisen mit goldenem Stiel.“
Das Wappen wurde vom Generallandesarchiv Karlsruhe entworfen und von der Gemeinde 1902 angenommen. Die Eisen erinnern an den intensiv betriebenen Bergbau in der Gemeinde.

## Kultur und Sehenswürdigkeiten

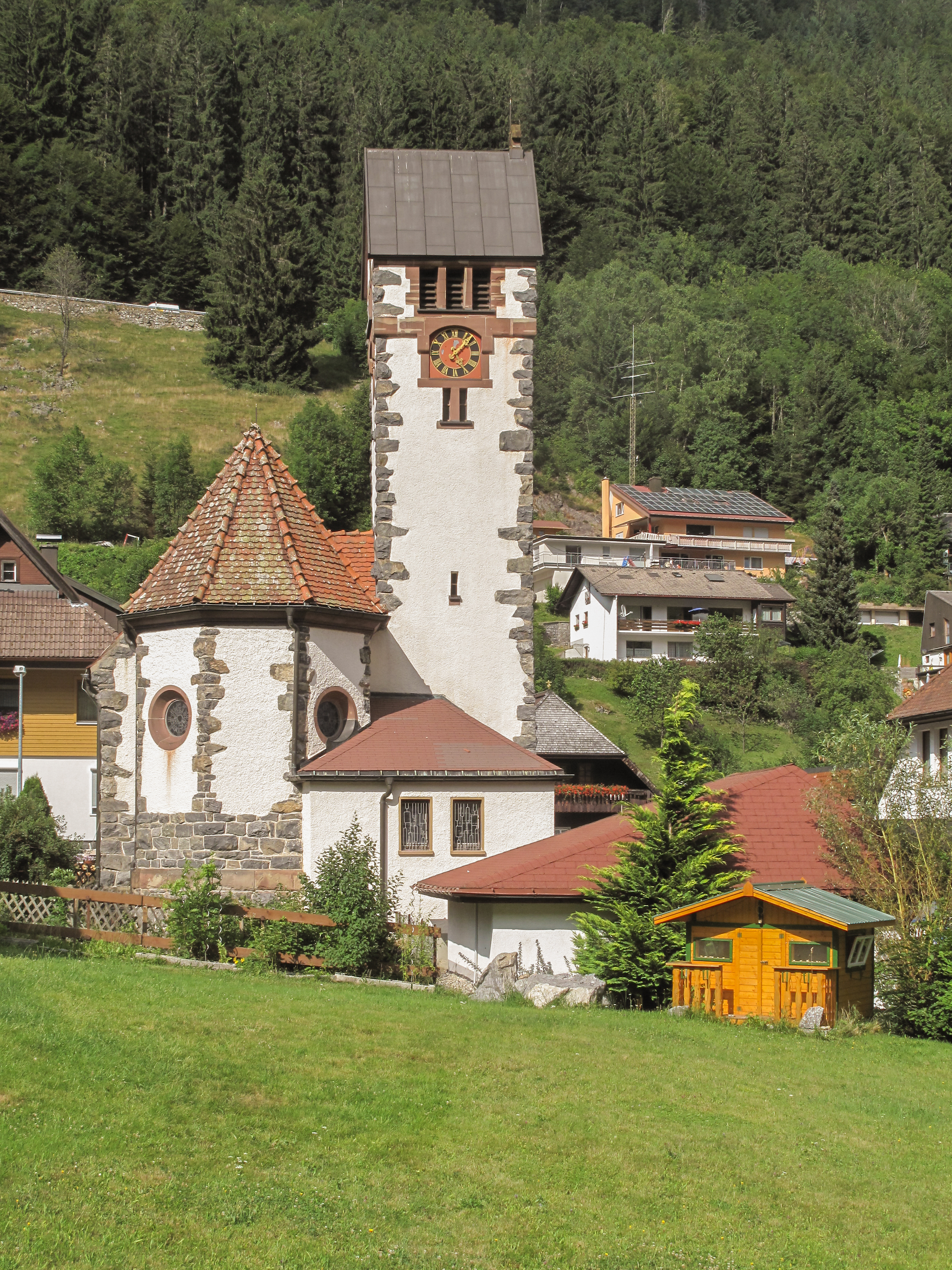
Kirche St. Anna

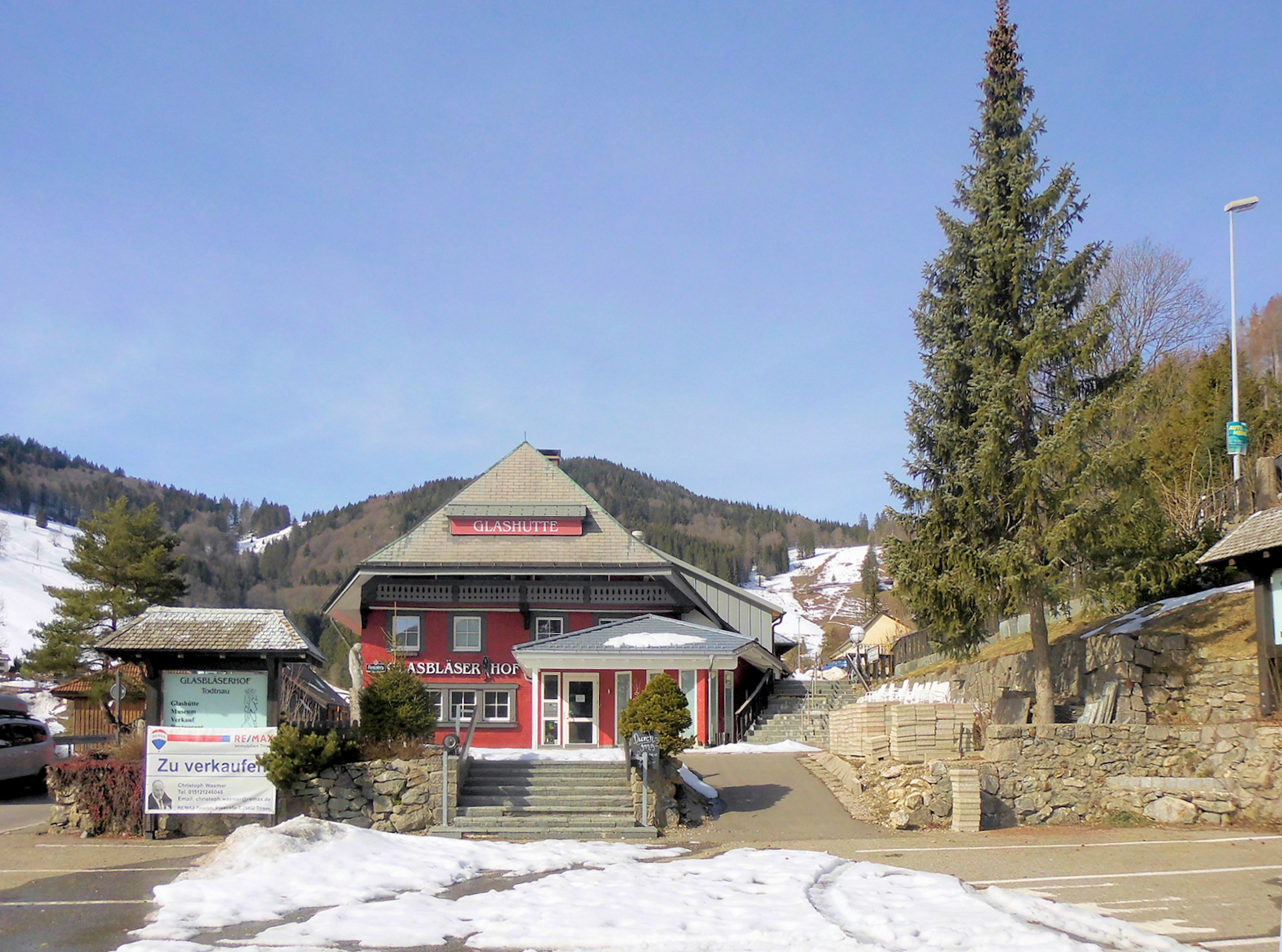
Ehemaliger Glasbläserhof

### Bauwerke
St. Anna ist eine 1909 in neuromanischem Stil erbaute, katholische Filialkirche im Todtnauer Stadtteil Aftersteg.

### Natur
Zwischen den Ortschaften Aftersteg und dem höher gelegenen Todtnauberg befindet sich der Todtnauer Wasserfall, welcher eine Gesamthöhe von 97 Metern hat.

### Vereine
Als Teil der schwäbisch-alemannischen Fastnacht wurde im Jahr 1926 die Dahlauer Narrenclique e.V. gegründet. Der Männergesangverein Eintracht Aftersteg e.V. tritt regelmäßig gemeinsam mit dem Männerchor Todtnauberg auf.

### Drehort
Einige Dreharbeiten für den Fernsehfilm Die Toten vom Schwarzwald aus dem Jahr 2010 fanden zwischen dem 17. Juni 2008 und 18. Juli 2008 in Aftersteg statt. Im Jahr 2017 war die Tankstelle in Aftersteg einer der Drehorte für den Fernsehfilm Goldbach.